# Walter Grabher-Meyer
Walter Grabher-Meyer (* 2. Februar 1943 in Lustenau) ist ein ehemaliger österreichischer Politiker (FPÖ) und Stickereikaufmann. Walter Grabher-Meyer war von 1979 bis 1986 Abgeordneter zum Nationalrat.

## Leben
Grabher-Meyer absolvierte nach dem Besuch der Pflichtschule von 1957 bis 1961 eine Lehre als Buchdrucker und legte 1961 die Gesellenprüfung ab. Er arbeitete in der Folge bis 1968 als Buchdrucker und gründete danach den Stickereibetrieb „Firma Walter Grabher-Meyer“, eine Mehrkopfautomaten-Stickerei in Lustenau. Des Weiteren war Grabher-Meyer von 1969 bis 1972 Kammerrat der Kammer für Arbeiter und Angestellte für Vorarlberg in Feldkirch, von 1970 bis 1979 Gemeinderat in Lustenau sowie ab 1982 FPÖ-Generalsekretär. Er vertrat die FPÖ zwischen dem 5. Juni 1979 und dem 16. Dezember 1986 im Nationalrat und war ab 1983 Obmann-Stellvertreter des Klubs der Freiheitlichen Partei Österreichs. Beim berühmt gewordenen Innsbrucker Parteitag der FPÖ am 13. September 1986, bei der Jörg Haider die bisherige Parteiführung entmachtete, erlitt Grabher-Meyer einen Herzanfall.

## Auszeichnungen
- 1986: Großes Goldenes Ehrenzeichen für Verdienste um die Republik Österreich[2]